# Wały (Purda)
Wały (deutsch Wallen) ist eine Ortsstelle in der polnischen Woiwodschaft Ermland-Masuren. Sie liegt im Gebiet der Gmina Purda (Landgemeinde Groß Purden) im Powiat Olsztyński (Kreis Allenstein).

## Geographische Lage
Die Ortsstelle von Wały liegt im Westen der Woiwodschaft Ermland-Masuren, 19 Kilometer östlich der Kreisstadt Olsztyn (deutsch Allenstein).

## Geschichte
Das Gründungsdatum des kleinen Gutsortes Wallen lag im 17. Jahrhundert. Im Jahre 1785 wurde der Ort als „adliges Vorwerk“ im Amt Allenstein mit einer Feuerstelle genannt. Im Jahre 1820 hatte das „adlige Gut“ drei Feuerstellen bei 14 Einwohnern, und die Volkszählung am 3. Dezember 1861 erbrachte fünf Wohngebäude bei 73 Einwohnern.
Als am 7. Mai 1874 der Amtsbezirk Preylowen (1938 bis 1945 „Amtsbezirk Preiwils“) im ostpreußischen Kreis Allenstein errichtet wurde, wurde Wallen mit neun weiteren Orten eingegliedert. Von November 1880 bis 1898 war der Gutsbesitzer von Palmowski aus Wallen Amtsvorsteher.
Am 14. Januar 1885 schlossen sich die beiden Gutsbezirke Wallen und Wessolowen (1938 bis 1945 Frohwalde, polnisch Wesołowo) zum neuen Gutsbezirk Wallen zusammen. Im Jahre 1910 zählte dieser Gutsbezirk insgesamt 80 Einwohner.
Am 30. September 1928 gab der Gutsbezirk Wallen seine Eigenständigkeit auf und ließ sich in die Nachbargemeinde Preylowen (1938 bis 1945 Preiwils, polnisch Prejłowo) eingliedern.
Als 1945 in Kriegsfolge das gesamte südliche Ostpreußen an Polen abgetreten wurde, erhielt Wallen die polnische Namensform „Wały“. Allerdings wurde der Ort nicht mehr offiziell genannt und gilt heute als untergegangen. Er scheint im Nachbarort Prejłowo aufgegangen zu sein. So liegt seine Ortsstelle im Gebiet der heutigen Gmina Purda (Landgemeinde Groß Purden) im Powiat Olsztyński (Kreis Allenstein) innerhalb der Woiwodschaft Ermland-Masuren.

## Kirche
Bis 1945 war Wallen in die evangelische Kirche Wartenburg (Ostpreußen) (polnisch Barczewo) in der Kirchenprovinz Ostpreußen der Kirche der Altpreußischen Union, außerdem in die römisch-katholische Kirche Gillau im Bistum Ermland (polnisch Giławy) eingepfarrt.

## Verkehr
Die Ortsstelle Wały liegt wenige Meter nördlich der Nebenstraße Olsztyn (Allenstein)–Podlazy (Podlassen, 1938 bis 1945 Klausenhof), zwei Kilometer östlich von Prejłowo (Preylowen, 1938 bis 1945 Preiwils).